# Gabriela Dabrowski
Gabriela Dabrowski (1 de abril de 1992) es una jugadora de tenis profesional canadiense de ascendencia polaca. 
Ella alcanzó su más alto ranking en la WTA el cual fue 164 el 3 de noviembre de 2014. Ttambién fue No. 3 en dobles, logrado el 15 de julio de 2024.

## Torneos de Grand Slam

### Dobles

#### Títulos (1)
| Año  | Torneo             | Pareja         | Oponentes en la final          | Resultado   |
| 2023 | Abierto de EE. UU. | Erin Routliffe | Laura Siegemund Vera Zvonareva | 7-6(9), 6-3 |

#### Finalista (2)
| Año  | Torneo    | Pareja         | Oponentes en la final              | Resultado      |
| 2019 | Wimbledon | Xu Yifan       | Su-Wei Hsieh Barbora Strýcová      | 2-6, 4-6       |
| 2024 | Wimbledon | Erin Routliffe | Kateřina Siniaková Taylor Townsend | 6-7(5), 6-7(1) |

### Dobles mixto

#### Campeona (2)
| Año  | Torneo               | Pareja        | Oponentes en la final            | Resultado        |
| 2017 | Roland Garros        | Rohan Bopanna | Anna-Lena Grönefeld Robert Farah | 2-6, 6-2 [12-10] |
| 2018 | Abierto de Australia | Mate Pavić    | Tímea Babos Rohan Bopanna        | 2-6, 6-4, [11-9] |

#### Finalista (2)
| Año  | Torneo        | Pareja     | Oponentes en la final    | Resultado           |
| 2018 | Roland Garros | Mate Pavić | Yung-Jan Chan Ivan Dodig | 1-6, 7-6(5), [8-10] |
| 2019 | Roland Garros | Mate Pavić | Yung-Jan Chan Ivan Dodig | 1-6, 6-7(5)         |

## Juegos Olímpicos

### Dobles mixto

#### Medalla de bronce
| Año  | Torneo     | Pareja                | Oponentes en la final       | Resultado   |
| 2024 | París 2024 | Félix Auger-Aliassime | Demi Schuurs Wesley Koolhof | 6-3, 7-6(2) |

## Títulos WTA (19; 0+19)

### Dobles (19)
| Leyenda                                |
| -------------------------------------- |
| Grand Slam (1)                         |
| Juegos Olímpicos (0)                   |
| WTA Finals (1)                         |
| P. Mandatory & Premier 5, WTA 1000 (5) |
| Premier, WTA 500 (6)                   |
| International, WTA 250 (6)             |

| N.º | Fecha                    | Torneos                   | Superficie        | Pareja              | Oponentes en la final                 | Resultado           |
| --- | ------------------------ | ------------------------- | ----------------- | ------------------- | ------------------------------------- | ------------------- |
| 1.  | 2 de agosto de 2014      | Washington                | Dura              | Shuko Aoyama        | Hiroko Kuwata Kurumi Nara             | 6-1, 6-2            |
| 2.  | 8 de marzo de 2015       | Monterrey                 | Dura              | Alicja Rosolska     | Anastasia Rodionova Arina Rodionova   | 6-3, 2-6, [10-3]    |
| 3.  | 19 de junio de 2016      | Mallorca                  | Hierba            | Maria Jose Martínez | Anna-Lena Friedsam Laura Siegemund    | 6-4, 6-2            |
| 4.  | 2 de abril de 2017       | Miami                     | Dura              | Xu Yifan            | Sania Mirza Barbora Strýcová          | 6-4, 6-3            |
| 5.  | 26 de agosto de 2017     | New Haven                 | Dura              | Xu Yifan            | Ashleigh Barty Casey Dellacqua        | 3-6, 6-3, [10-8]    |
| 6.  | 12 de enero de 2018      | Sídney                    | Dura              | Xu Yifan            | Yung-Jan Chan Andrea Hlaváčková       | 6-3, 6-1            |
| 7.  | 18 de febrero de 2018    | Doha                      | Dura              | Jeļena Ostapenko    | Andreja Klepač María José Martínez    | 6-3, 6-3            |
| 8.  | 30 de junio de 2018      | Eastbourne                | Hierba            | Xu Yifan            | Irina-Camelia Begu Mihaela Buzărnescu | 6-3, 7-5            |
| 9.  | 25 de mayo de 2019       | Núremberg                 | Tierra batida     | Xu Yifan            | Sharon Fichman Nicole Melichar        | 4-6, 7-6(5), [10-5] |
| 10. | 15 de agosto de 2021     | Montreal                  | Dura              | Luisa Stefani       | Darija Jurak Andreja Klepač           | 6-3, 6-4            |
| 11. | 7 de mayo de 2022        | Madrid                    | Tierra batida     | Giuliana Olmos      | Desirae Krawczyk Demi Schuurs         | 6-7(1), 7-5, [10-7] |
| 12. | 18 de septiembre de 2022 | Chennai                   | Dura              | Luisa Stefani       | Anna Blinkova Natela Dzalamidze       | 6-1, 6-2            |
| 13. | 25 de septiembre de 2022 | Tokio (Pacífico)          | Dura              | Giuliana Olmos      | Nicole Melichar Ellen Perez           | 6-4, 6-4            |
| 14. | 10 de septiembre de 2023 | Abierto de Estados Unidos | Dura              | Erin Routliffe      | Laura Siegemund Vera Zvonareva        | 7-6(9), 6-3         |
| 15. | 15 de octubre de 2023    | Zhengzhou                 | Dura              | Erin Routliffe      | Shuko Aoyama Ena Shibahara            | 6-2, 6-4            |
| 16. | 16 de junio de 2024      | Nottingham                | Hierba            | Erin Routliffe      | Harriet Dart Diane Parry              | 5-7, 6-3, [11-9]    |
| 17. | 9 de noviembre de 2024   | Riad                      | Dura (i)          | Erin Routliffe      | Kateřina Siniaková Taylor Townsend    | 7-5, 6-3            |
| 18. | 20 de abril de 2025      | Stuttgart                 | Tierra batida (i) | Erin Routliffe      | Ekaterina Alexandrova Shuai Zhang     | 6-3, 6-3            |
| 19. | 17 de agosto de 2025     | Cincinnati                | Dura              | Erin Routliffe      | Guo Hanyu Aleksandra Panova           | 6-4, 6-3            |

#### Finalista (20)
| N.º | Fecha                    | Torneos     | Superficie    | Pareja           | Oponentes en la final                         | Resultado           |
| --- | ------------------------ | ----------- | ------------- | ---------------- | --------------------------------------------- | ------------------- |
| 1.  | 25 de mayo de 2013       | Bruselas    | Tierra batida | Shahar Peer      | Anna-Lena Grönefeld Květa Peschke             | 0-6, 3-6            |
| 2.  | 13 de octubre de 2013    | Linz        | Dura (i)      | Alicja Rosolska  | Karolína Plíšková Kristýna Plíšková           | 6-7(6), 4-6         |
| 3.  | 12 de junio de 2016      | Nottingham  | Hierba        | Zhaoxuan Yang    | Andrea Hlaváčková Shuai Peng                  | 5-7, 6-3, [7-10]    |
| 4.  | 14 de enero de 2017      | Hobart      | Dura          | Zhaoxuan Yang    | Ioana Raluca Olaru Olga Savchuk               | 6-0, 4-6, [5-10]    |
| 5.  | 7 de octubre de 2018     | Pekín       | Dura          | Xu Yifan         | Andrea Hlaváčková Barbora Strýcová            | 6-4, 4-6, [8-10]    |
| 6.  | 11 de mayo de 2019       | Madrid      | Tierra batida | Xu Yifan         | Su-Wei Hsieh Barbora Strýcová                 | 3-6, 1-6            |
| 7.  | 14 de julio de 2019      | Wimbledon   | Hierba        | Xu Yifan         | Su-Wei Hsieh Barbora Strýcová                 | 2-6, 4-6            |
| 8.  | 17 de enero de 2020      | Adelaida    | Dura          | Darija Jurak     | Nicole Melichar Xu Yifan                      | 6-2, 5-7, [5-10]    |
| 9.  | 28 de febrero de 2020    | Doha        | Dura          | Jeļena Ostapenko | Su-Wei Hsieh Barbora Strýcová                 | 2-6, 7-5, [2-10]    |
| 10. | 25 de octubre de 2020    | Ostrava     | Dura (i)      | Luisa Stefani    | Elise Mertens Aryna Sabalenka                 | 1-6, 3-6            |
| 11. | 8 de mayo de 2021        | Madrid      | Tierra batida | Demi Schuurs     | Barbora Krejčíková Kateřina Siniaková         | 4-6, 3-6            |
| 12. | 8 de agosto de 2021      | San José    | Dura          | Luisa Stefani    | Darija Jurak Andreja Klepač                   | 1-6, 5-7            |
| 13. | 21 de agosto de 2021     | Cincinnati  | Dura          | Luisa Stefani    | Samantha Stosur Shuai Zhang                   | 5-7, 3-6            |
| 14. | 15 de mayo de 2022       | Roma        | Tierra batida | Giuliana Olmos   | Veronika Kudermétova Anastasia Pavlyuchenkova | 6-1, 4-6, [7-10]    |
| 15. | 16 de octubre de 2022    | San Diego   | Dura          | Giuliana Olmos   | Cori Gauff Jessica Pegula                     | 6-1, 5-7, [4-10]    |
| 16. | 24 de septiembre de 2023 | Guadalajara | Dura          | Erin Routliffe   | Storm Hunter Elise Mertens                    | 6-3, 2-6, [4-10]    |
| 17. | 31 de marzo de 2024      | Miami       | Dura          | Erin Routliffe   | Sofia Kenin Bethanie Mattek-Sands             | 6-4, 6-7(5), [9-11] |
| 18. | 29 de junio de 2024      | Eastbourne  | Hierba        | Erin Routliffe   | Lyudmyla Kichenok Jeļena Ostapenko            | 7-5, 6-7(2), [8-10] |
| 19. | 13 de julio de 2024      | Wimbledon   | Hierba        | Erin Routliffe   | Kateřina Siniaková Taylor Townsend            | 6-7(5), 6-7(1)      |
| 20. | 12 de agosto de 2024     | Toronto     | Dura          | Erin Routliffe   | Caroline Dolehide Desirae Krawczyk            | 6-7(2), 6-3, [7-10] |